# Au Kai Lun
Au Kai Lun es un deportista hongkonés que compitió en natación adaptada. Ganó una medalla de bronce en los Juegos Paralímpicos de Londres 2012 en la prueba de 100 m espada (clase S14).

## Palmarés internacional
| Juegos Paralímpicos | Juegos Paralímpicos   | Juegos Paralímpicos | Juegos Paralímpicos |
| Año                 | Lugar                 | Medalla             | Prueba              |
| ------------------- | --------------------- | ------------------- | ------------------- |
| 2012                | Londres (Reino Unido) | Medalla de bronce   | 100 m espada S14    |